# WIBP-CorV
WIBP-CorV — один із двох кандидатів на інактивовану вакцину проти COVID-19, який виробляється китайською компанією «Sinopharm», іншою з двох є BBIBP-CorV.

## Розробка та клінічні дослідження
У квітні 2020 року Китай схвалив проведення клінічних досліджень кандидатів на вакцину проти COVID-19, розроблених компанією «Sinopharm» у Пекінському інституті біологічних продуктів (BBIBP-CorV) та Уханьському інституті біологічних продуктів («WIBP-CorV»). Обидві вакцини є хімічно інактивованими цілими вірусними вакцинами проти COVID-19.
13 серпня Уханський інститут біологічних продуктів опублікував проміжні результати проведених в інституті I фази клінічних досліджень (96 дорослих) та II фази (224 дорослих). У звіті зазначається, що у вакцини був низький рівень побічних реакцій, та продемонструвала імуногенність, але для більш тривалої оцінки безпеки та ефективності необхідно провести III фазу клінічних досліджень.
Компанія «Sinopharm» зазначила, що ефективність «WIBP-CorV» становила 72,51 %, що дещо нижче за 79,34 % ефективності «BBIBP-CorV». 25 лютого Китай схвалив «WIBP-CorV» для застосування. 10 березня Університет Каетано Ередіа, який проводив клінічні дослідження «BBIBP-CorV» та «WIBP-CorV» у Перу, повідомив, що університет вирішив призупинити клінічні дослідження на людях вакцини «WIBP-CorV» у зв'язку з її меншою ефективністю, та продовжити дослідження лише з вакциною «BBIBP-CorV», яка продемонструвала вищу ефективність.

## Схвалення до застосування
За даними «New York Times», вакцина «WIBP-CorV» дозволена лише для обмеженого використання в Об'єднаних Арабських Еміратах.